# Gran Premi Comune di Cornaredo
El Gran Premi Comune di Cornaredo va ser una cursa ciclista femenina italiana, d'un sol dia, que es disputava anualment a Cornaredo, a la Llombardia. Es va organitzar de 1998 a 2014.

## Palmarès
| Any  | Vencedora       | Segona               | Tercera              |
| ---- | --------------- | -------------------- | -------------------- |
| 2008 | Andrea Graus    | Julia Martisova      | Christina Becker     |
| 2009 | No disputat     |                      |                      |
| 2010 | Rasa Leleivyte  | Rossella Callovi     | Olena Andruk         |
| 2011 | Rasa Leleivyte  | Valentina Scandolara | Olena Andruk         |
| 2012 | Iris Slappendel | Marianne Vos         | Annemiek van Vleuten |
| 2013 | No disputat     |                      |                      |
| 2014 | Shelley Olds    | Tiffany Cromwell     | Giorgia Bronzini     |